# Кирил Български
Кирил I е висш български православен духовник, историк и академик, пловдивски митрополит и пръв патриарх на Българската православна църква след възстановяването на патриаршеския ѝ статут през 1953 г. Кирил е критикуван, че не се противопоставя на атеистическата комунистическа власт в България.

## Биография

### Произход и образование
Роден е на 16 януари (3 януари по стар стил) 1901 г. със светското име Константин Марков Константинов в Ючбунар — един от бежанските работнически квартали на София. Той е четвърти син в седемчленното православно семейство на Марко и Поликсена Константинови, в което свещеническият сан се предава по наследство. Баща му Марко Константинов е роден през 1846 г. в корчанското влашко село Грабова и е син на Константин Пачу и на Кирана Константинова. Марко се преселва в столицата София на Княжество България през 1886 г., където работи като готвач, гостилничар и търговец. Умира в София на 11 декември 1933 г. Майката на Кирил — Поликсена Наумова Глава, е родена през 1871 г. във влашкото корчанско село Москополе и е дъщеря на Наум Костов Глава и на Трендафила Михаил Балаури Кавалиоти; умира в София на 28 февруари 1963 г. Според самия Кирил брат на прабаба му хаджи Марина е епископ хаджи Михаил Горомокренски, издал в 1741 година в Москополе службата на Светите 15 тивериополски мъченици.
Начално и прогимназиално образование Константин Марков получава в Софийското народно училище „Христо Ботев“ с общ успех „добър“. През есента на 1914 г. постъпва в първия клас на Софийската духовна семинария, която завършва през пролетта на 1920 г. с общ успех „много добър“. Като ученик се увлича по анархокомунизма, поради което през лятото на 1920 г. заедно с брат си Георги участва в антиправителствени акции и е принуден да напусне България. През есента на 1920 г. той се записва в Богословския факултет на Белградския университет, където учи шест семестъра. В този период учи и философия във Философския факултет на Загребския университет.
Завръща се в България през есента на 1923 г. На 29 декември 1923 г. е замонашен от митрополит Стефан Софийски в катедралния храм „Света Неделя“ с името Кирил, а духовен възприемник му става протосингелът на Софийската митрополия архимандрит Борис. На следния ден, неделя, пак в същия храм, монах Кирил е ръкоположен в чин йеродякон. От 1 януари 1924 г. йеродякон Кирил е назначен за учител възпитател в Софийската духовна семинария. През есента на същата 1924 година започва да учи в Богословския факултет на Черновицкия университет, който тогава е в Румъния. В Черновиц към сръбския език добавя румънски и немски — езиците, които се преподават в университета. В Черновиц завършва оставащите му четири семестъра по богословие и след завършване на висшето си образование през 1926 г. се връща в София.
В началото на 1926 година Светият синод назначава йеродякон Кирил за секретар на Рилския манастир при игумена епископ Варлаам Левкийски. Кирил проучва богатата библиотека на манастира. След шестмесечна служба в Рилския манастир Синодът отново го назначава за учител възпитател в Софийската духовна семинария. През лятото на 1927 г. Кирил защитава докторат по богословие в Черновицкия университет и през есента заминава да специализира философия в Берлинския университет. В Берлин под влияние на Адолф фон Харнак насочва интереса си към историята на Църквата.
По решение на Синода, на 23 юни 1930 г. митрополит Павел Старозагорски ръкополага йеродякон д-р Кирил в чин йеромонах; ритуалът е извършен в храма на Семинарията „Свети Йоан Рилски“. На 5 декември 1931 г. Кирил е назначен за протосингел на Софийската митрополия. На 9 януари 1932 г. (Стефановден по стар стил) Кирил получава офикията архимандрит и през септември 1932 година Синодът го назначава за началник на Културно-просветния отдел при Синодната канцелария. През септември 1934 година Кирил става главен секретар на Синода.

### Стобийски епископ и пловдивски митрополит
Като главен секретар на Синода, на 12 юли 1936 г. архимандрит Кирил е ръкоположен по решение на Синода и е възведен в епископски сан с титлата на древнопросиялата Стобийска епархия.
След смъртта на митрополит Максим Пловдивски, на 12 май 1938 г. епископ Кирил Стобийски е избран и на 29 май е канонично утвърден за пловдивски митрополит. В Пловдив — най-голямата южнобългарска митрополия, Кирил се грижи за поддържането на църквите и строежа на нови храмове, за манастирите и земеделските стопанства, развива усърдна благотворителна дейност, като създава пет сиропиталища и четири трапезарии и пише проповедническа литература за подпомагане на клира. През 1939 година той предлага план за принудително покръстване на помаците в Родопите, който трябва да повтори модела на Кръстилката от Балканската война, но остава нереализиран.
След освобождението на Македония и Западна Тракия, от 1941 г. до 1944 г. Кирил Пловдивски е и временно управляващ Маронийската епархия.
През 1943 г. Кирил играе главна роля в координирането на акциите на Българската православна църква за спасяване на подготвените за депортиране в лагерите на смъртта български евреи. Митрополит Кирил взема под своя закрила събраните за депортиране евреи и заявява, че ако ги натоварят във вагоните, той ще легне пред влака. За това си дело е провъзгласен през 2000 г. от организацията „Яд Вашем“ за „праведник на народите“, а наследниците му получават специална благодарствена грамота и почетен медал.
След 9 септември 1944 г. е арестуван и лежи няколко месеца в затвора, където е малтретиран. Освободен е след застъпничество на еврейската общност в България.
През 1946 г. митрополит Кирил публикува в Пловдив книга с богословски размисли за личността и делото на Спасителя и за силата на Христовото учение в живота на вярващите, събрани под общото заглавие „При извора“ (Братско слово, 1946 г.).

### Български патриарх
На 3 януари 1951 г. Светият синод избира за свой наместник-председател митрополит Кирил Пловдивски и приема нов устав на Българската православна църква, който провъзгласява Българската църква за Българска патриаршия. На 8 май 1953 г. в София започва Третият църковно-народен събор, председателстван от Кирил Пловдивски. Съборът утвърждава новия устав и два дена по-късно преминава в патриаршески избирателен събор. На 10 май 1953 г. в Тържествената зала на Синода със 104 от общо 107 гласа съборът избира Кирил за български патриарх и софийски митрополит. Един час след избора той е интронизиран в катедралата „Свети Александър Невски“. Кирил се опитва да консолидира канонически Българската православна църква и да възстанови нормалното ѝ общение с православния свят. Започва тежки преговори с Вселенската патриаршия за признаване на акта от 1953 г. и през август 1961 г. патриарх Атинагор I Константинополски признава патриаршеското достойнство на Българската църква.
При управлението си патриарх Кирил централизира църковната администрация, заздравява финансите на БПЦ, увеличава заплатите на свещениците и на църковните служители. Полага грижи за Духовната семинария при гара Черепиш и Духовната академия „Свети Климент Охридски“ в София. Патриарх Кирил създава и много връзки с останалите поместни православни църкви. Запазва управлението на Пловдивската епархия до края на 1968 г.
Кирил се опитва да работи за преодоляване на разделението на Христовите църкви. Той заявява: „Голяма съблазън за вярващи и невярващи е разделението на църквата в различни изповедания. Това е не само нарушаване нейния мир, но и разкъсване нейното единство, разкъсване на хитона Христов.“ Според него трябва да се превъзмогне „самосъзнанието за превъзходство на една от разделените църкви и за изключителност в изповядване на Христовата истина. Само така ще може да се излезе на по-широк път, където ще могат да се срещнат всички вярващи в Иисус Христос за общо дело в Негово име, за взаимно обогатяване с богатствата на всяка църква и за намиране на най-висшето благо на единство във вярата.“ На 20 ноември 1961 г. патриарх Кирил решава Българската църква да влезе в икуменическия Световен съвет на църквите.
На 18 юли 1968 г. Синодът и патриарх Кирил обявяват решението си за смяна на Юлианския църковен календар с т.нар. Новоюлиански календар.
Кирил е критикуван, че прави отстъпки на комунистическата власт. Той пише: „В едно семейство може да има вярващи и невярващи, но те се обичат, защото са кръвно свързани. Такова е нашето отечествено семейство. В него има и невярващи, и вярващи, но всички задружно работят за благополучието на страната ни. Това се нарича творчески диалог, който твърде съществено се отличава от словесния.“

### Научни дейности
Научните интереси на патриарх Кирил обхващат областта на българската културно-национална и църковна история — предимно борбата на българския народ за независимост и национално обособяване. Издирва исторически факти и обнародва извори, извлечени от български и чужди архиви. Научните му трудове, значителни по обем и съдържание, са написани на основата на огромен документален материал и са важен принос към историята на българската църковно-национална борба.
Патриарх Кирил е почетен доктор на Софийския университет, а през 1954 г. става и почетен доктор по богословие на Московската духовна академия.
Патриарх Кирил умира на 7 март 1971 г. в град София, България. Погребан е в църквата „Света Богородица“ в Бачковския манастир.

## Памет
На патриарх Кирил е наречена улица в квартал „Люлин“ в София (Карта).